# Каракол (Мату-Гросу-ду-Сул)
Каракол (порт. Caracol) — муниципалитет в Бразилии. входит в штат Мату-Гросу-ду-Сул. Составная часть мезорегиона Юго-запад штата Мату-Гроссу-ду-Сул. Входит в экономико-статистический микрорегион Бодокена, который входит в Юго-запад штата Мату-Гроссу-ду-Сул. Население составляет 5320 человек (на 2009 год). Занимает площадь 2938,675 км². Плотность населения — 1,8 чел./км².
Праздник города — 1 мая.

## История
Город основан 14 ноября 1963 года. 

## Статистика
- Валовой внутренний продукт на 2003 год составляет 53 398 539,00 реалов (данные: Бразильский институт географии и статистики).
- Валовой внутренний продукт на душу населения на 2003 год составляет 10 994,14 реала (данные: Бразильский институт географии и статистики).
- Индекс развития человеческого потенциала на 2000 год составляет 0,725 (данные: Программа развития ООН).